# Wang Tao
Wang Tao (王涛, Peking, 13 december 1967) is een Chinees voormalig tafeltennisser. Hij werd in 1991 samen met Liu Wei wereldkampioen gemengd dubbelspel en prolongeerde deze titel in 1993 en 1995. Tijdens de toernooien van '93 en '95 won hij samen met Lu Lin eveneens de wereldtitel in het dubbelspel mannen.
Wang Tao werd in 2003 opgenomen in de ITTF Hall of Fame.

## Grootste successen
De linkshandige Wang werd in totaal zeven keer wereldkampioen. Naast zijn vijf dubbelspeltitels was hij zowel in 1995 als 1997 lid van het Chinese landenteam dat de wereldtitel pakte. Hij stond met China ook in de finale van 1993, maar moest daarin het goud aan het Zweedse team laten. In 1991 verpesten in de vorm van Peter Karlsson en Thomas von Scheele ook al twee Zweden een kans op wereldgoud voor hem en Lu Lin, toen deze de Chinezen versloegen in de dubbelspelfinale.
Wang greep samen met Lu Lin de gouden medaille op het dubbelspeltoernooi van de Olympische Zomerspelen 1992. In de finale versloeg het Chinese duo de Duitsers Steffen Fetzner en Jörg Roßkopf. Tot een verlenging van de titel op de Olympische Zomerspelen 1996 kwam het niet. Hoewel Wang en Lu Lin opnieuw de finale bereikten, waren ditmaal hun landgenoten Kong Linghui en Liu Guoliang hen de baas. Wang bereikte in '96 eveneens de finale van het enkelspel, maar moest ook daarin buigen voor Liu Guoliang.
Wang nam van 1996 tot en met 1999 deel aan de ITTF Pro Tour. Op de Engeland Open 1996 haalde hij daarbij de enkelspelfinale, maar een individuele titel zou voor hem uitblijven in dit format. Wel won hij het dubbelspel mannen op het Zweden Open 1996 (met Ma Wenge) en op het Japan Open 1998 (met Ma Lin). Wang plaatste zich in '96 voor de Pro Tour Grand Finals in het dubbelspel, waarin hij tot de halve finale reikte.
De Chinees speelde competitie in onder meer de Duitse Bundesliga. Daarin speelde hij voor TTC Jülich (1993-96), TTC Zugbrücke Grenzau (1996-97) en SV Weru Plüderhausen (2003-?).

## Erelijst
- Olympisch kampioen dubbelspel 1992 (met Lu Lin), zilver in 1996
- Verliezend finalist Olympische Spelen 1996 enkelspel
- wereldkampioen dubbelspel 1993 en 1995 (beide met Lu Lin)
- Wereldkampioen gemengd dubbelspel 1991, 1993 en 1995 (allen met Liu Wei)
- Winnaar WK landenteams 1995 en 1997 (met China)
- Winnaar World Team Cup 1991 (met China)
- Verliezend finalist World Cup enkelspel 1993
- Winnaar Aziatisch Kampioenschap 1990
- Winnaar Azië Top-8 enkelspel 1993
- Winnaar Aziatische Spelen enkelspel 1994

1988: Wei Qingguang / Chen Longcan ·
1992: Lu Lin / Wang Tao ·
1996: Liu Guoliang / Kong Linghui ·
2000: Wang Liqin / Yan Sen ·
2004: Chen Qi / Ma Lin